# Bomolocha nikkensis
Bomolocha nikkensis là một loài bướm đêm trong họ Noctuidae.